# Eyton upon the Weald Moors
Eyton upon the Weald Moors is een civil parish] in het Engelse graafschap Shropshire.